# 明壽院
明壽院（みょうじゅいん、明寿院）は、伏見庚申堂（ふしみ こうしんどう）とも呼ばれ庚申信仰の寺院。山号は光圓山（こうえんざん）という。
真言宗醍醐派、本尊は大青面金剛（だいしょうめん こんごう、庚申さん）を安置する。本尊は婦人病、下の病、夫婦和合の信仰集める。

## 歴史
1638年、開山。当初は、境内北に隣接する公園一帯を含め、大本堂、諸堂が建ち並んでいた。1698年、第113代・東山天皇の御願所になる。1868-1912年、明治期中期、本堂など破却される。その際に境内は現在の規模まで縮小された。

## 所在地
京都府京都市伏見区桝屋町614

## 本尊
本堂に本尊の大青面金剛が安置されている。秘仏であり、厨子内に納められている。
60年に一度、庚申（かのえさる）の年にのみ開帳される。伝屍病鬼とも呼ばれる、伝死鬼（結核性・伝染性の病気）の難を除く。伝染病は見えない虫が媒介すると考えられてきたので、三尸の虫（さんしのむし、人の体内に棲む3匹の虫）を退治すると考えられ、庚申と習合した。古来、一切の病魔悪鬼を除き、一切の願いを成就させる修法がなされてきた。当寺では、毎日「青面金剛法」が修法されている。御前立がある。
眷属として4体の四大夜叉、2体の二大童子、三猿（見ざる、言わざる、聞かざる）、脇待、鎌倉時代作の不動明王、弘法大師、東山天皇天牌を祀る。

## 庚申とは
「十干（じっかん）」、甲・乙・丙・丁・戊・己・庚・辛・壬・癸）、「十二支（じゅうにし）」、子・丑・寅・卯・辰・巳・午・未・申・酉・戌・亥の組み合わせによる。組み合わせは60通りあり、60日に一度めぐる。
「庚申」の日の夜、人々は寝ずに一夜を明かす「庚申待ち」を行う。人の腹中には「三尸（さんし）の虫」が棲むという。庚申の日の夜、人々が寝静まると、虫は人の体から這い出すという。虫は、人が犯した悪事を天帝に告げ、それによって人の寿命が決まるとされた。
このため、人々は虫が抜け出さないように寝ずに過ごした。庚申待ちにより、三尸の虫を除き、息災延命、心身清浄を祈願した。

## お守り

### くくり猿
猿が手足を括られ動けない姿を表している。
猿は、人の心中にある欲望をたとえている。欲望は、あたかも猿が走り回るように心中で動きまわる。努力を怠ろうとし、悪行を行う。願いを叶えようと努力すると妨げようとする。
これらの欲望を括り、庚申により制御してもらう。くくり猿の体内には、本尊・大青面金剛の御札が納められ、開眼の秘法により魂が込められている。

## 年間行事
- こんにゃく封じ大祈願会（万病平癒、関節痛、腰痛封じのこんにゃく祈祷を厳修する。）（1月7日）
- 星祭（立春開運厄除祈祷、柴燈大護摩、火渡り修行。）（2月11日）
- 春季彼岸会中日法要（春分の日）
- 精霊迎鐘（お盆）
- 施餓鬼供養会（8月16日）
- 秋季彼岸会中日法要（秋分の日）
- 女人守護祈願会（女人幸福、女人守護の祈祷会を厳修する。）（10月第3日曜日）
- 東山天皇忌・納骨堂総廻向（12月17日）
- 除夜の鐘（12月31日）
- 先祖・水子供養、庚申護摩（毎月7日）
- 祈祷会（庚申の日）